# 塔爾諾布熱格湖
50°32′37″N 21°38′34″E / 50.54361°N 21.64278°E

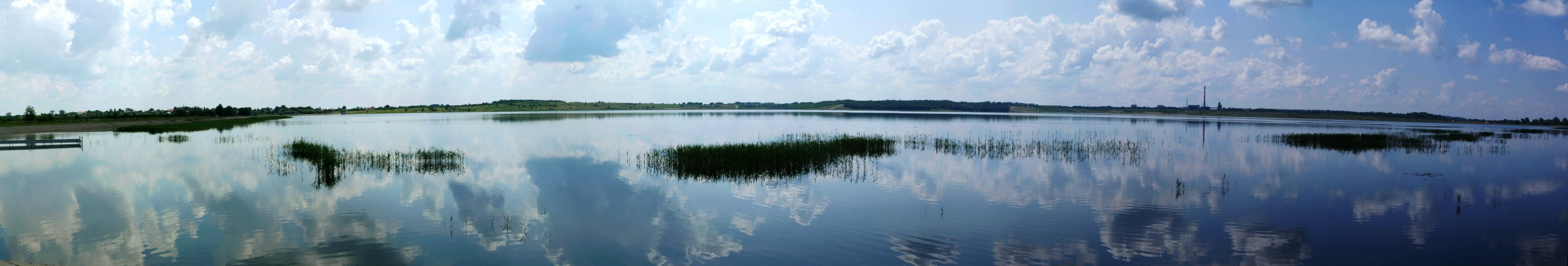

塔爾諾布熱格湖是波蘭的人工湖泊，位於該國南部喀爾巴阡山省，處於維斯瓦河，落成於2010年，面積4.6平方公里，水深42米，蓄水量1.11億立方米。